# Liste der Biografien/Fuf
Liste der Biografien |
Portal Biografien |
Personensuche
# |
A |
B |
C |
D |
E |
F |
G |
H |
I |
J |
K |
L |
M |
N |
O |
P |
Q |
R |
S |
T |
U |
V |
W |
X |
Y |
Z |
?
 
Fa |
Fe |
Ff |
Fh |
Fi |
Fj |
Fk |
Fl |
Fm |
Fn |
Fo |
Fr |
Ft |
Fu |
Fy
 
Fua |
Fub |
Fuc |
Fud |
Fue |
Fuf |
Fug |
Fuh |
Fui |
Fuj |
Fuk |
Ful |
Fum |
Fun |
Fuo |
Fuq |
Fur |
Fus |
Fut |
Fuw |
Fux |
Fuy |
Fuz
Die Liste der Biografien führt alle Personen auf, die in der deutschsprachigen Wikipedia einen Artikel haben. Dieses ist eine Teilliste mit 5 Einträgen von Personen, deren Namen mit den Buchstaben „Fuf“ beginnt.

## Fuf

### Fufi
- Fuficius Cornutus, Quintus, römischer Suffektkonsul (147)
- Fuficius, Titus, römischer Soldat
- Fufidius Pollio, Lucius, römischer Konsul 166
- Fufius Calenus, Quintus († 40 v. Chr.), römischer Politiker
- Fufius Geminus, Gaius, römischer Politiker und Konsul 2 v. Chr.